# 米克爾·莫姆
米克爾·莫姆（法語：Mickaël Mawem，1990年8月3日—）是一名法國男子運動攀登運動員。他曾經獲得2019年歐洲攀岩錦標賽男子抱石賽金牌，2023年世界攀岩錦標賽男子抱石賽金牌。哥哥巴薩·莫姆也是運動攀登運動員。

## 外部連結
- IFSC （页面存档备份，存于） （英文）
- Les frères Mawem的Facebook專頁
- Mawem Mickael & Bassa的Instagram帳戶